# Eerik Aps
Eerik Aps (ur. 22 października 1987) – estoński zapaśnik walczący w stylu klasycznym. Zajął trzynaste miejsce na mistrzostwach świata w 2018. Piąty na mistrzostwach Europy w 2009, 2012 i 2017. Jedenasty na igrzyskach europejskich w 2015. Zdobył pięć medali na mistrzostwach nordyckich w latach 2010 - 2016 roku.